# Прахова
Прахова (рум. Prahova) — повіт на півдні Румунії. Площа 4694 км². Населення 829,9 тис. осіб (2002). Адміністративний центр — місто Плоєшті.

## Географія
Північна частина повіту розташована на схилах Карпат, південна — на Нижньодунайській низовині.

## Міста
- Плоєшті
- Кимпіна
- Байкой
- Бряза
- Мізил
- Сіная
- Валені-де-Мунте
- Комарник
- Урлаци
- Буштени
- Болдещті-Скаєни
- Плопени
- Сланик
- Азуґа

## Господарство
Прахова — один з найрозвиненіших в промисловому відношенні повітів Румунії. Його частка становить 5,7 % валовій промисловій продукції (3-тє місце в країні після м. Бухарест і повіту Брашов), зокрема понад 30 % паливної промисловості країни (видобуток нафти, природного газу, лігнітів). Нафтопереробна, нафтохімічна промисловість, виробництво сірчаної кислоти, добрив; машинобудування (устаткування для нафтовидобувної і хімічної промисловості); целюлозно-паперова, скляно-фаянсова, а також харчова і текстильна промисловість. Видобуток кам'яної солі, гіпсу.
Сільське господарство дає 2,4 % валовою сільськогосподарської продукції країни. У передгір'ях — великі масиви садів і виноградників; тваринництво. На півдні — зернове господарство, посіви цукрового буряка, соняшнику, картоплі: овочівництво.
1. ↑  GEOnet Names Server — 2018.